# Större skogstörnskata
Större skogstörnskata (Tephrodornis virgatus) är en asiatisk tätting i familjen vangor med vid utbredning från Himalaya till Borneo.

## Kännetecken

### Utseende
Större skogstörnskata är en medelstor (18,5–23 cm) och kraftig törnskatslik fågel med kort stjärt. Hanen har grått på hjässa och nacke, och en svart ögonmask från näbben till örontäckarna. Ovansidan är jordbrun med rostfärgade kanter på tertialer och täckare, medan övergumpen är vit. Undersidan är vitaktig, utom bröstet som har en persikofärgad anstrykning. Honan är mattare i färgerna med brun hjässa, brunsvart ögonmask och mer beigefärgad undersida.

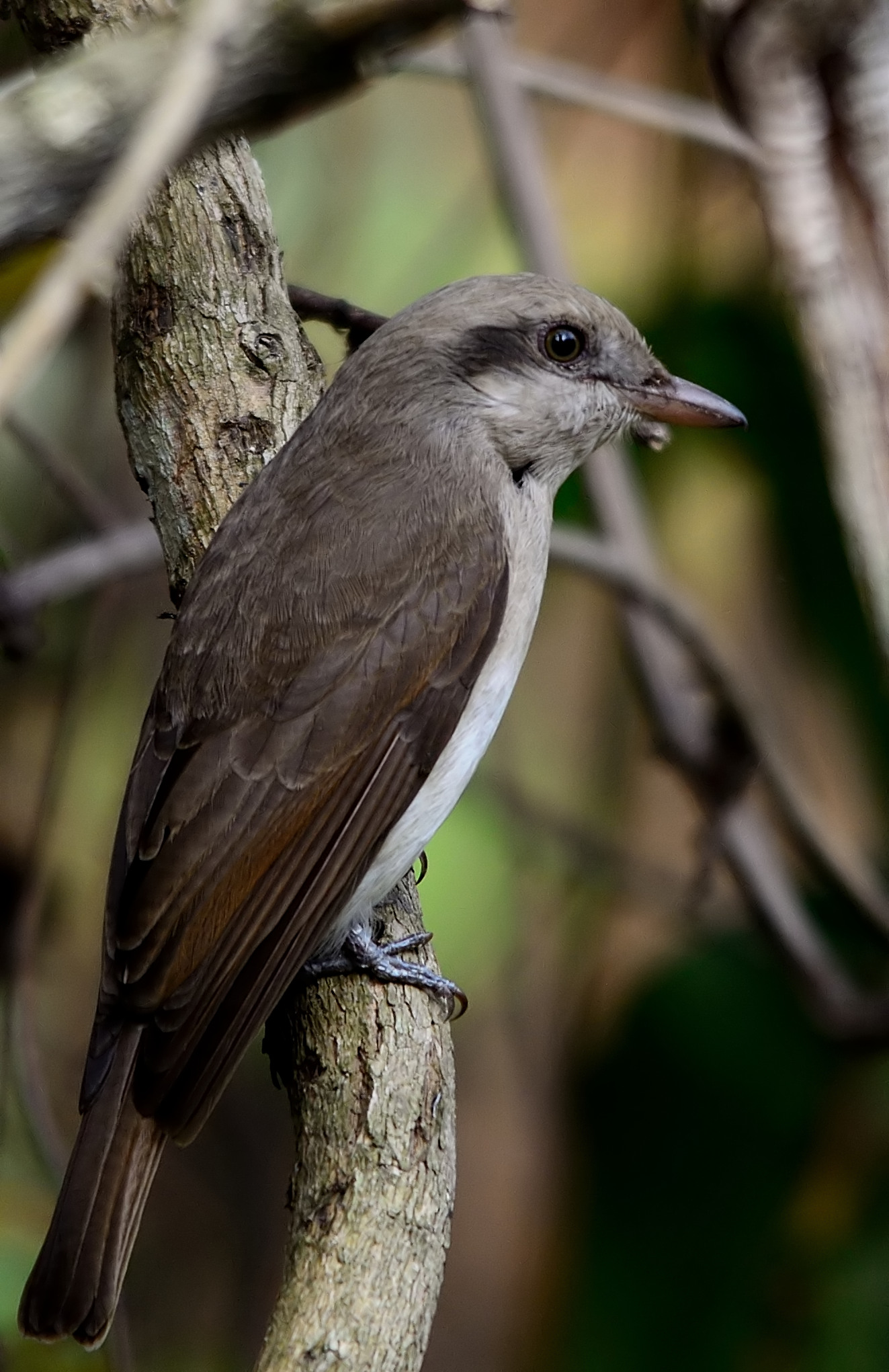
rightHane.

### Läte
Bland lätena hörs olika sorters hårda och högljudda toner, i engelsk litteratur återgivna som "wit-wit-wit" eller "chew-chew", ett ringande "ki-ki-ki-ki" och ett strävt "chreek-chreek chee-ree".

## Utbredning och systematik
Större skogstörnskata delas in i tio underarter med följande utbredning:
- Tephrodornis virgatus pelvicus – östra Himalaya (Nepal till Assam) till norra Myanmar
- Tephrodornis virgatus jugans – södra Myanmar och norra Thailand
- Tephrodornis virgatus vernayi – sydvästra Thailand
- Tephrodornis virgatus annectens – norra Malackahalvön
- Tephrodornis virgatus fretensis – södra Malackahalvön och norra Sumatra
- Tephrodornis virgatus gularis – kustnära sydvästra och sydligaste Sumatra och Java
- Tephrodornis virgatus mekongensis – östra och södra Thailand, Kambodja och södra Indokina
- Tephrodornis virgatus hainanus – norra Indokina och ön Hainan (södra Kina)
- Tephrodornis virgatus latouchei – sydöstra Kina (Fujian)
- Tephrodornis virgatus frenatus – Borneo

Malabarskogstörnskata (T. sylvicola) behandlades tidigare som en underart till större skogstörnskata.

### Familjetillhörighet
Släktet har länge flyttats runt mellan olika familjer. Fram tills nyligen placerades arterna istället i familjen skogstörnskator (Tephrodornithidae) med filentomor och släktet Hemipus. Studier visar dock att denna grupp är nära släkt med vangorna och flyttas nu allmänt dit.

## Status och hot
Arten har ett stort utbredningsområde, men tros minska i antal, dock inte tillräckligt kraftigt för att den ska betraktas som hotad. Internationella naturvårdsunionen IUCN listar arten som livskraftig (LC). Världspopulationen har inte uppskattats men den beskrivs som generellt ovanlig men lokalt vanlig.